# Coppa del Re dei Campioni 2021-2022
La Coppa del Re dei Campioni 2021-2022 è stata la 47ª edizione della Coppa del Re dei Campioni. Il torneo è iniziato il 19 dicembre 2021 e si è conclusa il 19 maggio 2022. A trionfare è stato per la prima volta l'Al-Fayha.

## Formula
La competizione si è svolta ad eliminazione diretta in gara unica, e vi hanno preso parte le sedici squadre della Lega saudita professionistica 2021-2022.
Il club vincitore ottiene un posto per la fase a gironi della AFC Champions League 2023-2024.

## Risultati

### Ottavi di finale
| Squadra 1        | Risultato | Squadra 2  |
| ---------------- | --------- | ---------- |
| 19 dicembre 2021 |           |            |
| Al-Shabab        | 5 – 0     | Damac      |
| 20 dicembre 2021 |           |            |
| Al-Fateh         | 2 – 3     | Al-Ittihad |
| Al-Batin         | 1 – 0     | Al-Hazem   |
| Al-Hilal         | 2 – 0     | Al-Ra'ed   |
| 21 dicembre 2021 |           |            |
| Al-Fayha         | 4 – 0     | Abha       |
| Al-Nassr         | 1 – 0     | Al-Ettifaq |
| Al-Taawoun       | 3 – 2     | Al-Tai     |
| Al-Ahli          | 2 – 1     | Al-Faisaly |

### Quarti di finale
| Squadra 1        | Risultato   | Squadra 2  |
| ---------------- | ----------- | ---------- |
| 21 febbraio 2022 |             |            |
| Al-Batin         | 1 – 2 (dts) | Al-Fayha   |
| Al-Taawoun       | 1 – 2       | Al-Ittihad |
| Al-Nassr         | 1 – 2       | Al-Hilal   |
| Al-Shabab        | 2 – 1       | Al-Ahli    |

### Semifinali
| Squadra 1     | Risultato | Squadra 2  |
| ------------- | --------- | ---------- |
| 3 aprile 2022 |           |            |
| Al-Hilal      | 2 – 1     | Al-Shabab  |
| 4 aprile 2022 |           |            |
| Al-Fayha      | 1 – 0     | Al-Ittihad |

### Finale
| Arbitro: | Mateu Lahoz |

|                                               |                      |                                     |
| Lopes 66’                                     | Marcatori            | 45+4’ Al-Dawsari                    |
| Ryller Lopes Al-Zaqaan Al-Shuwaish Tachtsidis | Tiri di rigore 3 – 1 | Ighalo Al-Faraj Al-Hamdan Al-Juwayr |